# ایر پیس
ایر پیس (به انگلیسی: Air Peace) یک شرکت هواپیمایی است که در ۲۰۱۳ میلادی تأسیس شده‌است. دفتر مرکزی ایر پیس در لاگوس، نیجریه واقع شده‌است و قطب این شرکت هواپیمایی در فرودگاه بین‌المللی مرتلا محمد قرار دارد.